# 鹿島干拓
鹿島干拓（かしまかんたく）は、千葉県佐倉市の大字。2017年10月31日現在の人口は0人。郵便番号285-0000。

## 地理
北は飯野、東は下根、南東は山崎、南は角来、西臼井田に隣接している。

## 小・中学校の学区
市立小・中学校に通う場合、学区は以下の通りとなる。
| 地域 | 小学校             | 中学校             |
| ---- | ------------------ | ------------------ |
| 全域 | 佐倉市立内郷小学校 | 佐倉市立佐倉中学校 |

## 施設
- 飯野浄水機場